# West Ham United Football Club 2012-2013
Questa voce raccoglie le informazioni riguardanti il West Ham United Football Club nelle competizioni ufficiali della stagione 2012-2013.

## Rosa
| N. |                             | Ruolo | Calciatore            |
| -- | --------------------------- | ----- | --------------------- |
| 2  | Nuova Zelanda (bandiera)    | D     | Winston Reid          |
| 3  | Irlanda del Nord (bandiera) | D     | George McCartney      |
| 4  | Inghilterra (bandiera)      | C     | Kevin Nolan           |
| 5  | Inghilterra (bandiera)      | D     | James Tomkins         |
| 7  | Inghilterra (bandiera)      | C     | Matthew Jarvis        |
| 8  | Inghilterra (bandiera)      | A     | Andy Carroll          |
| 9  | Inghilterra (bandiera)      | A     | Carlton Cole          |
| 10 | Galles (bandiera)           | C     | Jack Collison         |
| 11 | Mali (bandiera)             | A     | Modibo Maïga          |
| 12 | Portogallo (bandiera)       | A     | Ricardo Vaz Tê        |
| 14 | Inghilterra (bandiera)      | C     | Matthew Taylor        |
| 16 | Inghilterra (bandiera)      | C     | Mark Noble            |
| 17 | Irlanda (bandiera)          | D     | Joey O'Brien          |
| 18 | Austria (bandiera)          | D     | Emanuel Pogatetz      |
| 19 | Galles (bandiera)           | D     | James Michael Collins |
| 20 | Costa d'Avorio (bandiera)   | D     | Guy Demel             |
| 21 | Senegal (bandiera)          | C     | Mohamed Diamé         |

| N. |                        | Ruolo | Calciatore          |
| -- | ---------------------- | ----- | ------------------- |
| 22 | Finlandia (bandiera)   | P     | Jussi Jääskeläinen  |
| 24 | Irlanda (bandiera)     | C     | Sean Maguire        |
| 26 | Inghilterra (bandiera) | C     | Joe Cole            |
| 27 | Inghilterra (bandiera) | D     | Jordan Spence       |
| 29 | Marocco (bandiera)     | A     | Marouane Chamakh    |
| 30 | Svizzera (bandiera)    | P     | Raphael Spiegel     |
| 31 | Brasile (bandiera)     | A     | Wellington Paulista |
| 32 | Inghilterra (bandiera) | C     | Gary O'Neil         |
| 32 | Inghilterra (bandiera) | C     | Daniel Potts        |
| 39 | Australia (bandiera)   | A     | Dylan Tombides      |
| 40 | Inghilterra (bandiera) | C     | Matthias Fanimo     |
| 41 | Inghilterra (bandiera) | C     | Callum Driver       |
| 42 | Inghilterra (bandiera) | C     | George Moncur       |
| 43 | Stati Uniti (bandiera) | C     | Sebastian Lletget   |
| 44 | Stati Uniti (bandiera) | D     | Leo Chambers        |
| 47 | Stati Uniti (bandiera) | A     | Elliot Lee          |